# Carl Friedrich von der Borg
Carl Friedrich von der Borg (* 15. Februarjul. / 26. Februar 1794greg. in Sankt Petersburg; † 5. Augustjul. / 17. August 1848greg. in Dorpat, Estland) war ein deutsch-baltischer Dichter, Herausgeber und Übersetzer russischer Literatur.

## Leben
Von der Borg studierte von 1811 bis 1816 Rechtswissenschaft an der Kaiserlichen Universität Dorpat und war danach in Dorpat als Jurist tätig. Von 1819 bis 1827 war er Sekretär am Kreisgericht, von 1827 bis zu seinem Tode Kanzleidirektor der Universität. Daneben begann er um 1830 als Autor in der Belletristik und als Kulturjournalist im Baltikum zu wirken. In den 1830er Jahren war er mit dem ostpreußischen Landrat Hermann Schmalz Mitherausgeber einer Kulturzeitschrift für Deutsch-Balten, des in Dorpat erscheinenden Refraktor.
Als Literaturwissenschaftler gab Borg unter anderem eine Anthologie der  russischen Lyrik heraus (Poetische Erzeugnisse der Russen. Ein Versuch, 2 Bände, Dorpat/Riga 1823), um die Rezeption russischer Poesie in Deutschland zu erhöhen und die sogenannte „Russlandschwelle“ abzubauen.
Aus dem Russischen übersetzte er zahlreiche Werke, wie die umfangreichen Denkwürdigkeiten über die Mongolei (Berlin 1832, 426 S.) und die Denkwürdigkeiten des Fräuleins N. Durow von Puschkin. Unter dem Titel Das Nordlicht schrieb er 1836 in mehreren Folgen des Refraktors über Themen der neuern russischen Litteratur.